# Cornopteris undulatipinnula
Cornopteris undulatipinnula är en majbräkenväxtart som först beskrevs av Shunsuke Serizawa och som fick sitt nu gällande namn av Nakaike.
Cornopteris undulatipinnula ingår i släktet Cornopteris och familjen Athyriaceae. Inga underarter finns listade i Catalogue of Life.